# Franz Pleyer
Pour les articles homonymes, voir Pleyer.
Franz Pleyer, né le 23 février 1911 à Vienne en Autriche-Hongrie et mort le 3 septembre 1999 à Hyères (France), est un joueur et un entraîneur de football. Né Autrichien, il a par la suite été naturalisé français sous le nom de François Pleyer.

## Carrière
Après avoir commencé sa carrière à Vienne au Brigittenauer AC, Franz Pleyer rejoint la France dès ses 22 ans, recruté par le Stade rennais UC. Il y restera tout le reste de sa carrière.
En Bretagne, il vit une première saison difficile, mais s'impose dès la seconde comme un titulaire indiscutable en défense. Le 5 mai 1935, il dispute avec son club la finale de la Coupe de France, perdue contre l'Olympique de Marseille.
En décembre 1936, il obtient la nationalité française. Son prénom est alors changé en François, version francisée de Franz.
En 1939, la guerre vient mettre un terme à sa carrière de joueur, François Pleyer s'engageant dans l'armée. En 1945, François Pleyer revient au Stade rennais UC, où il occupe le poste d'entraîneur-joueur. Il demeurera en place pendant sept saisons, jouant encore un match en défense en mai 1951, à l'âge de 40 ans. Sous sa houlette, le club réussira à atteindre la quatrième place du championnat en 1948-1949, son meilleur résultat depuis l'introduction du professionnalisme en 1932.
À la fin de la saison 1951-1952, il est évincé et remplacé par l'Espagnol Salvador Artigas. Le club descendra en Division 2 à la fin de la saison suivante. Par la suite, François Pleyer prend des responsabilités au sein du Stade rennais, devenant entre 1959 et 1970 secrétaire du club et recruteur.

## Palmarès
- 1935 : Finaliste de la Coupe de France